# Essex (kitolovka)
Essex je bilo ime ime ameriške ladje kitolovke, ki je leta 1819 iz kraja Nantucket, Massachusetts, izplula na dve in pol-letno pot po Tihem oceanu. Ladja je bila pripravljena za lov na kite glavače. 20. novembra leta 1820 je ladja zaradi udarcev kita glavača potonila 3700 km stran od obale (47° jug / 118° vzhod) Južne Amerike. Dvajset mornarjev se je s tremi rešilnimi čolni z nezadostnimi zalogami vode in hrane rešilo na nenaseljeni otok Henderson, današnje britansko ozemlje otočja Pitcairn. 
Zaradi prevelikih količin natrija v prehrani mornarjev in podhranjenosti so se začele pojavljati bolezni, kot so diareja, splošne oslabitve, nezavest, vročice, hidropsija in primanjkovanje magnezija, ki je povzročilo bizarna in nasilna vedenjska stanja. Poleg tega so mornarji prestajali močno abstinenčno krizo zaradi zasvojenosti s tobakom. Ko jim je zmanjkalo vode, so bili primorani piti svoj urin, sčasoma pa so bili prisiljeni v kanibalizem, če so hoteli preživeti. Pojedli so mornarje, ki so umrli v čolnih. 5. aprila leta 1821 je bilo rešenih zanjih osem preživelih mornarjev. V tem času jih je bilo pojedenih sedem. 
Preživeli prvi oficir ladje, Owen Chase, je nesrečo opisal v spisu »The Narrative of the Most Extraordinary and Distressing Shipwreck of the Whale-Ship Essex« (»Pripoved o najbolj nenavadnem in nesrečnem brodolomu kitolovke Essex«). Zgodbo je kot inspiracijo pri pisanju romana Moby-Dick uporabil pisatelj Herman Melville. Spis mornarja Thomasa Nickersona je bil objavljen šele leta 1984.
Ladja je bila dolga 27 metrov in je izpodrivala 238 ton vode.